# Mimer SQL
Mimer SQL – system zarządzania relacyjnymi bazami danych stworzony przez szwedzką
firmę Mimer Information Technology AB (formalnie: Upright Database Technology AB)
w latach 70. XX wieku.
Mimer SQL działa w środowisku systemów operacyjnych Linux, Unix, macOS, Microsoft Windows oraz OpenVMS (Itanium oraz x86-64).